# Bruxa Má do Leste
A Bruxa Má do Leste, as vezes mencionada Bruxa Malvada do Leste, é uma personagem fictícia criada pelo autor norte-americano L. Frank Baum. Sua aparição, mesmo que breve, é essencial para o universo da Terra de Oz de Baum.
A velha e cruel bruxa conquistou e tiranizou o País dos Munchkin, localizada na parte leste de Oz, fazendo os nativos de escravos. Seus Sapatos de Prata encantados (alterado para Sapatinhos de Rubi na versão de 1939 do filme) possuíam muitos poderes misteriosos e eram sua posse preciosa. A bruxa é morta quando a casa de Dorothy Gale cai sobre ela no início do primeiro livro. Seu corpo vira pó, deixando para trás os sapatos mágicos que logo viram posse de Dorothy.

## Clássicos de Oz
A Bruxa Má do Leste era mais poderosa do que a Bruxa Boa do Norte, mas não tão poderosa como Glinda, a Bruxa Boa do Sul. Ela também parecia ser mais poderosa que Mombi, já que a Bruxa do Norte foi capaz de derrotar Mombi, mas foi impotente para derrubar a Bruxa do Leste e libertar os Munchkins.
Ela não tinha nenhum parentesco com a Bruxa Má do Oeste (como é apresentado em várias adaptações), porém eram cumplices, junto com a Bruxa Má do Norte e do Sul, para conquistar e dividir Oz entre si em quatro regiões, conforme relatado no quarto livro de Baum sobre Oz, Dorothy e o Mágico em Oz (1908). Após a queda de Pastoria, o último Rei mortal de Oz, a velha bruxa conquistou a região leste de Oz e manteve os Munchkins nativos em sua escravidão por várias décadas.
Ela vivia em uma humilde casa de campo nas profundezas de uma floresta localizada em algum lugar na região leste de Oz chamada País dos Munchkins. A Bruxa foi subornada por uma velha que possuía uma bela empregada Munchkin, Nimmie Amee, que trabalhava para ela como uma serva em tempo integral, e por acaso se apaixonou profundamente por um lenhador local chamado Nick Chopper. A mulher deu a ela duas ovelhas e uma vaca se a bruxa prometesse impedir Nimmie Amee de se casar com Nick. Logo após a saída da velha, a Bruxa Má do Leste resolveu encantar o machado de Nick Chopper. A trágica maldição fez com ele cortasse todos os seus próprios membros um por um, substituindo as partes por lata oca, até que ele fosse todo feito de lata da cabeça aos pés. Agora que eventualmente se transformou no Homem de Lata, sem um coração humano, Nick Chopper acreditava que não tinha mais as emoções adequadas que eram necessárias para amar Nimmie Amee — para a satisfação da Bruxa Má. Um ano depois, enquanto a bruxa estava nos prados de Munchkins procurando ervas e para lançar mais um de seus feitiços perversos, é esmagada de forma inesperada pela casa de Dorothy trazida do Kansas por um ciclone.
Curiosamente, ela havia ajudado certos Munchkins com sua bruxaria, sob certas circunstâncias (geralmente a um custo razoável). Entre suas ações extremamente cruéis não estava apenas o encantamento do machado do lenhador Nick Chopper, mas também a espada do Capitão Fyter, que o fez se transformar no Soldado de Chumbo.

## Adaptações
Na maioria das adaptações e referências à Bruxa Má do Leste, geralmente é em sua famosa aparição: debaixo da casa e apenas seus pés expostos, com poucas exceções:
- A Bruxa Má do Leste foi apresentada no filme O Mágico de Oz (1939), no qual ela é irmã da Bruxa Má do Oeste. Como no livro, ela é morta quando a casa de Dorothy cai sobre ela. A Bruxa Má do Oeste não fica contente com Dorothy pela morte de sua irmã. Antes que a Bruxa do Oeste pudesse reivindicar o calçado mágico da sua irmã, os pés da Bruxa do Leste se enrolam em tocos com meias listradas, e desaparecem transportando assim os sapatos aos pés de Dorothy. No livro original, a Bruxa Má do Oeste não demonstrou nenhuma emoção em relação à morte da sua contraparte do Leste, nem foi destacada como relacionada a ela de forma alguma. Ela estava interessada apenas no calçado mágico (Sapatos de Prata no livro; Sapatos de Rubi no filme de 1939).

- No livro "The Wizard of the Emerald City" (O Mágico da Cidade Esmeralda), do escritor Alexander Volkov, o nome da Bruxa é Gingema. Como no filme de 1939, as duas Bruxas Malvadas são irmãs. Na Terra Mágica, ela invoca um furacão mágico para destruir toda a humanidade. No entanto, a Bruxa Boa do Norte descobre seus planos e muda o feitiço para afetar apenas uma casa e jogá-la em sua cabeça. Ao contrário dos livros de Baum, embora fosse a governante formal dos Munchkins, ela interferia pouco em suas vidas e apenas exigia que as pessoas coletassem comida para ela. Como sua comida eram cobras, sanguessugas, aranhas e outras criaturas igualmente repugnantes das quais os Munchkins tinham medo, isso era, no entanto, um fardo pesado para eles. O nome Gingema também foi para representá-la em "Uncle Henry and Aunt Em in Oz" (Tia Em e Tio Henry em Oz), livro do autor March Laumer.

- No musical da Broadway (1974) e sua adaptação cinematográfica (1978), "The Wiz" (O Mágico), a Bruxa Má do Leste é nomeada Evvamene (tricadilho das palavras "Sempre Má", em inglês "Ever Mean") que aterroriza os Munchkins antes da aventura de Dorothy em Oz começar.

- No livro "Wicked" (Maligna) de Gregory Maguire, e na famosa versão musical, a Bruxa Má do Leste é retratada como uma bela jovem fisicamente deficiente chamada Nessarose Thropp. Nessa é irmã de Elphaba, a Bruxa Má do Oeste. A paralisia de Nessa é causada pela tentativa de seu pai de fazer sua mãe comer flores de leite (na peça) ou pela própria mãe de tomar um remédio especial que adquiriu (no livro) para garantir que seu segundo filho não nascesse com a pele verde igual de Elphaba. Os sapatos prateados, originalmente um presente de seu pai, foram encantados por Glinda para permitir que Nessarose andasse sem ajuda (no livro, ela nasce sem braços, afetando seu equilíbrio; no musical, em seu nascimento prematuro causado pelas flores de leite, suas pernas saíram "emaranhadas", deixando-as permanentemente paralisadas).
  - Em Wicked de 2024, adaptação cinematográfica do primeiro ato do musical, Nessarose é interpretada por Marissa Bode.[2]

- Em The Muppets' Wizard of Oz, a Bruxa Má do Leste é interpretada pela Miss Piggy (como as demais bruxas também). Ela consegue levantar a casa tempo suficiente para ameaçar os Munchkins antes que ela caia sobre ela, matando-a desta vez. Seus sapatos prateados são então confiscados pela Bruxa Boa do Norte para uso de Dorothy. O outro papel da Miss Piggy é ela mesma. Antes da jornada de Dorothy, ela aparece com Kermit e tenta se livrar de Dorothy. Após o retorno de Dorothy, ela retorna para o show dos Muppets.

- A Bruxa Má do Leste foi apresentada em Dorothy and the Witches of Oz interpretada por Sarah Lieving. Vestida com um vestido vermelho e preto e um chapéu vermelho pontudo, sua pele é menos verde que a da irmã, mas com cicatrizes de batalha por toda parte e seus olhos são negros como breu. Seu item mágico, um cajado de fogo, a envolveu em uma batalha entre Glinda e a Bruxa Boa do Norte até que a casa de Dorothy cai sobre ela e sua última palavra após ver a casa se aproximando foi "Oh, céus". A Bruxa Má do Oeste ainda culpa Dorothy pela morte da irmã.

- No filme da Walt Disney Pictures de 2013, Oz: The Great and Powerful, a Bruxa Má do Leste, a principal antagonista, se chamada Evanora. Ela é interpretada por Rachel Weisz. Nesta versão, a Bruxa é a irmã mais velha de Teodora, a Bruxa Má do Oeste (Mila Kunis), e está em guerra com Glinda, a Bruxa Boa do Sul (Michelle Williams) pelo controle de Oz. Ela originalmente se retrata como uma Bruxa Boa e havia sido conselheira do antigo rei de Oz, a quem ela assassinou, para que pudesse ficar no comando da Cidade das Esmeraldas. Evanora enganou Oscar Diggs ao incriminar a filha do rei, Glinda, pelo assassinato e dizendo a ele que Glinda é a Bruxa Má em vez dela mesma, o que resultou em Glinda sendo banida da Cidade das Esmeraldas e recuando para o Sul. Evanora manipula sua irmã, que está apaixonada por Oscar Diggs (James Franco), e acaba transformando Teodora na Bruxa Má (do Oeste, eventualmente). Evanora é mais tarde enganada e assustada pelos truques de ilusão de Oscar e banida da Cidade das Esmeraldas. Antes de fugir, Evanora encontra Glinda na sala do trono e as duas bruxas lutam entre si em um duelo mágico climático. Evanora parece ter uma vantagem, mas Glinda então esmaga o colar de esmeraldas de Evanora, a fonte de seu poder, e a aparência jovem e bela da Bruxa Má rapidamente se desfaz a transformando em uma velha horrenda, que Glinda acredita ser um reflexo de sua verdadeira natureza. Furiosa, Evanora tenta atacar Glinda, mas ela é atirada para fora da janela da sala do trono por Glinda empunhando sua varinha mágica. Evanora é então carregada por dois de seus últimos babuínos voadores sobreviventes, mas não antes de jurar vingança pessoal contra Glinda por frustrá-la. O colar de esmeraldas que Evanora usa permite que ela projete seu poder a partir da ponta dos dedos, em uma forma que se assemelha a um raio verde. Os sapatos mágicos aos quais a Bruxa acabaria sendo associada não são vistos ou sequer discutidos neste filme, nem ela se torna oficialmente a Bruxa Má do Leste durante a história, que termina com o Mágico dominando a Cidade das Esmeraldas. Esta é uma das diferenças significativas em relação aos livros originais de L. Frank Baum, nos quais as Bruxas Más do Leste e do Oeste já governavam o País dos Munchkins e o País dos Winkies quando o Mágico chegou a Oz.

- Na série televisiva Once Upon a Time, a Bruxa do Leste (interpretada por Sharon Taylor) não é má e a casa de Dorothy não cai sobre ela. As bruxas desta série são uma irmandade bondosa que zela por Oz, mas acabam sendo derrotadas por Zelena, a Bruxa Má do Oeste (interpretada por Rebecca Mader), que não conseguiu controlar o ciúme que sentia de Dorothy. Nesta versão, a irmã da Bruxa Má do Oeste é a Rainha Má da história de Branca de Neve.

- Na série animada de 2015 distribuida pela Prime Video, Lost in Oz, A Bruxa do Leste se chama Cyra, irmã mais velha de Langwidere e mãe de West. Esta versão da personagem não tem quase nada em comum com a Bruxa do Leste original, que acaba sendo sua tia-avó, retratada como gentil e de bom coração, mas também superprotetora com a filha por causa de Langwidere, que se revela uma Bruxa Má e tirana.

- Na série televisiva Emerald City, a Bruxa Má do Leste (interpretada por Florence Kasumba) aparece como atriz convidada. Nesta versão, ela foi uma das últimas bruxas cardeais de Oz, conhecida como a Bruxa do Leste, "a Senhora da Floresta Oriental, a Mais Misericordiosa e Severa". Quando Dorothy (Adria Arjona) chega a Oz, ela inicialmente acredita ter matado a Bruxa do Leste quando o carro de polícia em que estava durante o tornado inicial a atingiu, mas mais tarde é revelado que a Bruxa sobreviveu ao incidente. Ela então confronta Dorothy e seu novo companheiro Lucas, recusando-se a aceitar a explicação de Dorothy de que sua aparição foi um acidente. Diante da perspectiva de tortura até dar à Bruxa a resposta que ela quer, apesar de já estar dizendo a verdade, Dorothy usa o exame atual da Bruxa em uma arma retirada do carro de polícia para induzi-la a apontar a arma para si mesma e puxar o gatilho, abrindo um buraco em sua cabeça. Após a morte da bruxa, Dorothy herda suas luvas douradas incrustadas de rubis, que lhe dão acesso potencial ao poder mágico bruto da Bruxa, mesmo que ela não o controle. O final da temporada afirma que apenas bruxas podem matar bruxas, já que o Bruxo cria novas armas para matar as bruxas de nível inferior restantes e elas simplesmente voltam à vida, mas parece provável que a Bruxa do Leste permaneça morta, pois tecnicamente ela se matou.